# 青岛啤酒（厦门）
青岛啤酒（厦门）有限公司（前身为厦门银城啤酒有限公司）是一家中国食品公司，主要生产啤酒。

## 历史
1987年1月同安啤酒厂与银川啤酒厂联合组建厦门市同安银城联合啤酒厂，设址同安区环城东路。1988年投产，1992年兼并同安罐头厂及同安针织厂成立厦门银城食品开发总公司，1994年改制厦门银城股份有限公司。2002年青岛啤酒以1.66亿人民币元收购厦门银城啤酒有限公司后成立青岛啤酒（厦门）有限公司:717。